# Чемпіонат СРСР з хокею із шайбою 1967—1968
22-й чемпіонат СРСР з хокею із шайбою проходив з 17 вересня 1967 року по 28 квітня 1968 року. У змаганні брали участь дванадцять команд. Переможцем став клуб ЦСКА. Найкращий снайпер — В'ячеслав Старшинов (47 закинутих шайб).

## Клас А

### Перша група
| М   | Команда                    | І  | Пер | Н | Пор | Ш       | О  |
| --- | -------------------------- | -- | --- | - | --- | ------- | -- |
| 1.  | ЦСКА                       | 44 | 39  | 4 | 1   | 278:90  | 82 |
| 2.  | «Спартак» Москва           | 44 | 34  | 1 | 9   | 243:113 | 69 |
| 3.  | «Динамо» Москва            | 44 | 28  | 4 | 12  | 182:125 | 60 |
| 4.  | «Хімік» Воскресенськ       | 44 | 21  | 5 | 18  | 147:126 | 47 |
| 5.  | СКА Ленінград              | 44 | 20  | 6 | 18  | 166:149 | 46 |
| 6.  | «Локомотив» Москва         | 44 | 21  | 4 | 19  | 149:151 | 46 |
| 7.  | «Торпедо» Горький          | 44 | 17  | 4 | 23  | 132:160 | 38 |
| 8.  | «Крила Рад» Москва         | 44 | 16  | 6 | 22  | 139:173 | 38 |
| 9.  | «Динамо» Київ              | 44 | 14  | 3 | 27  | 130:180 | 31 |
| 10. | «Сибір» Новосибірськ       | 44 | 12  | 5 | 27  | 111:197 | 29 |
| 11. | «Автомобіліст» Свердловськ | 44 | 8   | 5 | 31  | 121:209 | 21 |
| 12. | Металург (Новокузнецьк)    | 44 | 7   | 7 | 30  | 96:221  | 21 |

Скорочення: М = підсумкове місце, І = ігри, Пер = перемоги, Н = нічиї, Пор = поразки, Ш = закинуті та пропущені шайби, О = набрані очки

### Склад чемпіонів
ЦСКА: воротарі — Олександр Пашков, Віктор Толмачов; захисники — Володимир Брежнєв, Олег Зайцев, Віктор Кузькін, Володимир Лутченко, Олександр Рагулін, Ігор Ромішевський, Юрій Шаталов; нападники — Веніамін Александров, Володимир Вікулов, Анатолій Іонов, Борис Михайлов, Євген Мишаков, Юрій Моїсеєв, Володимир Петров, Віктор Полупанов, Олександр Смолін, Валерій Харламов, Анатолій Фірсов. Тренер — Анатолій Тарасов.

## Найкращі снайпери
1. В'ячеслав Старшинов («Спартак» Москва) — 46 шайб.
2. Анатолій Фірсов (ЦСКА) — 33.
3. Євген Зимін («Спартак» Москва) — 31.
4. Валентин Козін («Локомотив» Москва) — 30.
5. Володимир Вікулов (ЦСКА) — 29.
6. Віктор Полупанов (ЦСКА) — 29.
7. Борис Майоров («Спартак» Москва) — 29.
8. Борис Михайлов (ЦСКА) — 29.

## Команда усіх зірок
- Воротар: Віктор Коноваленко («Торпедо» Г)
- Захисники: Олександр Рагулін (ЦСКА) — Віталій Давидов («Динамо» Москва)
- Нападники: В'ячеслав Старшинов («Спартак») — Анатолій Фірсов (ЦСКА) — Веніамін Александров (ЦСКА)

## Перехідний турнір
| М  | Команда                    | І | Пер | Н | Пор | Ш    | О |
| -- | -------------------------- | - | --- | - | --- | ---- | - |
| 1. | «Автомобіліст» Свердловськ | 4 | 2   | 0 | 0   | 11:3 | 4 |
| 2. | Металург (Новокузнецьк)    | 4 | 1   | 0 | 1   | 8:10 | 2 |
| 3. | «Дизель» Пенза             | 4 | 0   | 0 | 2   | 4:10 | 0 |

Клуб Електросталь відмовився від участі.

## Друга група
| М   | Команда                     | І  | Пер | Н | Пор | Ш       | О  |
| --- | --------------------------- | -- | --- | - | --- | ------- | -- |
| 1.  | «Трактор» Челябінськ        | 44 | 32  | 3 | 9   | 162:94  | 67 |
| 2.  | Електросталь                | 44 | 29  | 6 | 9   | 192:116 | 64 |
| 3.  | «Дизелист» Пенза            | 44 | 20  | 9 | 15  | 142:131 | 49 |
| 4.  | «Торпедо» Мінськ            | 44 | 20  | 6 | 18  | 131:137 | 46 |
| 5.  | «Салават Юлаєв»             | 44 | 20  | 5 | 19  | 136:131 | 45 |
| 6.  | «Торпедо» Усть-Каменогорськ | 44 | 18  | 9 | 17  | 135:115 | 45 |
| 7.  | «Енергія» Саратов           | 44 | 21  | 2 | 21  | 149:150 | 44 |
| 8.  | «Молот» Перм                | 44 | 17  | 6 | 21  | 148:152 | 40 |
| 9.  | СК ім. Урицького            | 44 | 16  | 8 | 20  | 121:141 | 40 |
| 10. | СКА Новосибірськ            | 44 | 17  | 5 | 22  | 133:153 | 39 |
| 11. | «Динамо» Ленінград          | 44 | 15  | 4 | 25  | 125:165 | 34 |
| 12. | «Даугава» Рига              | 44 | 6   | 3 | 35  | 115:204 | 15 |

Найкращий снайпер - Юрій Парамошкін (Електросталь) - 37 шайб.

## «Динамо» (Київ)
За український клуб виступали (у дужках зазначена кількість закинутих шайб):
| Воротарі: Віталій Павлушкін, Микола Кульков, Олексій Ковтенюк. Захисники: Володимир Альошин (2), Олексій Богінов (4), Віктор Мосягін (5), Анатолій Рябиченко (1), Борис Нужин (6), Володимир Пестенін (1). Нападники: Анатолій Бєлоножкін (12), Олександр Голембіовський (4), Герман Григор'єв (12), Юрій Потєхов (12), Володимир Прокоф'єв (22), Сергій Серебряков (5), Ігор Тузик (10), Валентин Уткін (4), Валентин Чистов (6), Олександр Шоман (4), Георгій Юдін (12), Володимир Клопов (2), Володимир Сабіров. Старший тренер — Дмитро Богінов; тренер — Ігор Шичков. |